# Водний ефект
«Водний ефект» (фр. L'Effet aquatique) — французько-ісландський трагікомедійний фільм, знятий Сольвейг Анспах. Світова прем'єра стрічки відбулась 18 травня 2016 року на Каннському кінофестивалі. Фільм розповідає про 40-річного кранівника Саміра, який закохується в інструктора з плавання. Щоб привернути її увагу він записується до неї в учні.

## У ролях
| Актор             | Роль         |
| ----------------- | ------------ |
| Самір Гесмі       | Самір        |
| Флоранс Луаре Кай | Агат         |
| Філіп Реббо       | Ребут        |
| Олівія Коте       | Корін        |
| Самер Бішарат     | Ібрагім Заїд |

## Визнання
| Нагороди та номінації фільму «Водний ефект» | Нагороди та номінації фільму «Водний ефект» | Нагороди та номінації фільму «Водний ефект» | Нагороди та номінації фільму «Водний ефект» | Нагороди та номінації фільму «Водний ефект» | Нагороди та номінації фільму «Водний ефект» |
| Рік                                         | Кінопремія / Кінофестиваль                  | Категорія / Нагорода                        | Номінант                                    | Результат                                   |                                             |
| ------------------------------------------- | ------------------------------------------- | ------------------------------------------- | ------------------------------------------- | ------------------------------------------- | ------------------------------------------- |
| 2016                                        | Каннський кінофестиваль                     | Приз SACD                                   | «Водний ефект»                              | Перемога                                    |                                             |
| 2017                                        | «Сезар»                                     | Найкращий сценарій                          | Сольвейг Анспах та Жан-Люк Ґаже             | Перемога                                    |                                             |